# Yimmi Chará
Pour les articles homonymes, voir Chara.
Yimmi Javier Chará Zamora, né le 2 avril 1991 à Cali en Colombie, est un footballeur international colombien, qui joue au poste d'attaquant aux Junior. Ses frères Luis Felipe et Diego sont également footballeurs professionnels.

## Biographie

### Carrière en club
Il fait ses débuts professionnels aux Centauros Villavicencio évoluant en Primera B. À la fin de la saison, il rejoint le Deportes Tolima évoluant en Primera A. Le 19 septembre 2010, il fait ses débuts en Primera A lors d'une défaite 1-0 contre l'América de Cali. Puis le 11 mars 2012, il inscrit son premier but contre le Real Cartagena (victoire 3-1). Le 16 juin 2013, il inscrit son premier doublé contre l'Itagüí Ditaires (victoire 3-1).
En décembre 2014, il rejoint le CF Monterrey évoluant en Liga MX. Le 12 janvier 2015, il fait ses débuts lors d'une défaite 1-0 contre l'Universidad de Guadalajara. Le 26 février, il inscrit son premier but en coupe contre Veracruz (victoire 1-0). Puis, le 22 mars il inscrit son premier but en Liga MX contre le FC León (victoire 5-1).
Le 12 juin 2015, il est prêté pour un an sans option d'achat à l'Atlético Nacional. Le 5 août, il inscrit un doublé contre le Deportivo Pereira (victoire 4-0). Il remporte le tournoi de clôture du championnat de Colombie. Puis le 16 décembre 2015, il est prêté aux Dorados de Sinaloa évoluant en Liga MX. Le 13 février, il inscrit son seul but avec les Dorados lors d'une défaite 3-2 contre les Pumas UNAM. Après son prêt, il fait son retour au CF Monterrey. 
Le 13 juin 2017, il rejoint l'Atlético Junior, pour un montant estimé à 4,5 millions de dollars. Le 10 juillet, il fait ses débuts lors d'une victoire 3-0 contre La Equidad, où il inscrit son premier but durant cette rencontre. Le 21 juillet, il inscrit son premier doublé contre l'América de Cali (victoire 3-0). Puis le 13 août, il inscrit son deuxième doublé contre l'Envigado FC (victoire 2-0). Il remporte le titre de meilleur buteur du tournoi de clôture du championnat de Colombie avec 11 réalisations.
Il retrouve son frère Diego Chara le 2 janvier 2020 lorsqu'il signe en faveur des Timbers de Portland en MLS.

### Carrière internationale
Le 3 octobre 2014, il est convoqué pour la première fois en équipe de Colombie par le sélectionneur national José Pékerman, pour des matchs amicaux contre le Salvador et le Canada.
Le 11 octobre 2014, il honore sa première sélection contre le Salvador. Lors de ce match, Yimmi Chará entre à la 72e minute de la rencontre, à la place de Carlos Carbonero. Le match se solde par une victoire 3-0 des Colombiens.

## Palmarès

### En club
- Avec  Deportes Tolima
  - Vainqueur de la Coupe de Colombie en 2014

- Avec  Atlético Nacional
  - Championnat de Colombie en 2015 (clôture)

- Avec  Junior
  - Vainqueur de la Coupe de Colombie en 2017

### Distinctions personnelles
- Élu meilleur buteur du Championnat de Colombie en 2017 (clôture) (11 buts)

## Statistiques
| Saison                | Club                      | Championnat           | Championnat | Championnat | Coupe(s) nationale(s) | Coupe(s) nationale(s) | Compétition(s) continentale(s) | Compétition(s) continentale(s) | Compétition(s) continentale(s) | Séries | Séries | Colombie | Colombie | Total | Total |
| Saison                | Club                      | Division              | M.          | B.          | M.                    | B.                    | Comp.                          | M.                             | B.                             | M.     | B.     | M.       | B.       | M.    | B.    |
| 2009                  | Centauros Villavicencio   | Primera B             | 9           | 0           | 1                     | 0                     | -                              | -                              | -                              | -      | -      | -        | -        | 10    | 0     |
| Sous-total            | Sous-total                | Sous-total            | 9           | 0           | 1                     | 0                     | -                              | 0                              | 0                              | 0      | 0      | 0        | 0        | 10    | 0     |
| 2010                  | Deportes Tolima           | Clo.                  | 3           | 0           | -                     | -                     | -                              | -                              | -                              | 2      | 0      | -        | -        | 5     | 0     |
| 2011                  | Deportes Tolima           | Ouv.+Clo.             | 2+4         | 0           | 10                    | 0                     | -                              | -                              | -                              | 1      | 0      | -        | -        | 17    | 0     |
| 2012                  | Deportes Tolima           | Ouv.+Clo.             | 12+16       | 2+5         | 8                     | 4                     | CS                             | 3                              | 0                              | 6+6    | 0      | -        | -        | 51    | 11    |
| 2013                  | Deportes Tolima           | Ouv.+Clo.             | 17+18       | 3+5         | 4                     | 1                     | CL                             | 8                              | 1                              | 6      | 2      | -        | -        | 53    | 12    |
| 2014                  | Deportes Tolima           | Ouv.+Clo.             | 15+17       | 3+6         | 11                    | 5                     | -                              | -                              | -                              | 3      | 2      | 2        | 0        | 48    | 16    |
| Sous-total            | Sous-total                | Sous-total            | 104         | 24          | 33                    | 10                    | -                              | 11                             | 1                              | 24     | 4      | 2        | 0        | 174   | 39    |
| 2015                  | CF Monterrey              | Ouv.                  | 11          | 1           | 7                     | 3                     | -                              | -                              | -                              | -      | -      | -        | -        | 18    | 4     |
| 2016-2017             | CF Monterrey              | Ouv.+Clo.             | 16+16       | 2+1         | 6                     | 4                     | LCC                            | 3                              | 1                              | 2      | 0      | -        | -        | 43    | 8     |
| Sous-total            | Sous-total                | Sous-total            | 43          | 4           | 13                    | 7                     | -                              | 3                              | 1                              | 2      | 0      | 0        | 0        | 61    | 12    |
| 2015                  | Atlético Nacional (prêt)  | Ouv.                  | 18          | 3           | 2                     | 0                     | -                              | -                              | -                              | 6      | 2      | -        | -        | 26    | 5     |
| Sous-total            | Sous-total                | Sous-total            | 18          | 3           | 2                     | 0                     | -                              | 0                              | 0                              | 6      | 2      | 0        | 0        | 26    | 5     |
| 2016                  | Dorados de Sinaloa (prêt) | Clo.                  | 16          | 1           | -                     | -                     | -                              | -                              | -                              | -      | -      | -        | -        | 16    | 1     |
| Sous-total            | Sous-total                | Sous-total            | 16          | 1           | 0                     | 0                     | -                              | 0                              | 0                              | 0      | 0      | 0        | 0        | 16    | 1     |
| 2017                  | Atlético Junior           | Clo.                  | 16          | 11          | 5                     | 0                     | CS                             | 8                              | 2                              | 2      | 0      | 4        | 0        | 35    | 13    |
| 2018                  | Atlético Junior           | Ouv.                  | 4           | 2           | -                     | -                     | CL                             | 5                              | 1                              | -      | -      | -        | -        | 9     | 3     |
| Sous-total            | Sous-total                | Sous-total            | 20          | 13          | 5                     | 0                     | -                              | 13                             | 3                              | 2      | 0      | 4        | 0        | 44    | 16    |
| Total sur la carrière | Total sur la carrière     | Total sur la carrière | 210         | 45          | 54                    | 17                    | -                              | 27                             | 5                              | 34     | 6      | 6        | 0        | 331   | 73    |